# شهرستان هارمانلی
شهرستان هارمانلی (به بلغاری: Harmanli Municipality) یک شهرستان در بلغارستان است که در استان خاسکوو واقع شده‌است. شهرستان هارمانلی ۶۹۴٫۶۲ کیلومتر مربع مساحت و ۲۴٬۹۴۷ نفر جمعیت دارد.